# Kurt Jung (Politiker)
Kurt Jung (* 15. Februar 1925 in Kandel; † 23. April 1989 in Karlsruhe) war ein deutscher Politiker (FDP) und Architekt. Er war von 1972 bis 1974 Parlamentarischer Staatssekretär beim Bundesminister des Innern, von 1974 bis 1976 beim Bundesministerium für Verkehr und für das Post- und Fernmeldewesen und von 1982 bis 1983 beim Bundesminister der Verteidigung.

## Leben
Nach dem Abitur 1943 an der Oberrealschule in Landau in der Pfalz wurde er zum Reichsarbeitsdienst einberufen. Am 4. Januar 1943 beantragte er die Aufnahme in die NSDAP und wurde zum 20. April desselben Jahres aufgenommen (Mitgliedsnummer 9.588.641). Von 1943 bis 1945 war er Flugzeugführer der Luftwaffe, zuletzt im Rang eines Oberfähnrichs. 1945 wurde er in der Nähe von Eberswalde verwundet. Später wurde er in die Bundeswehr übernommen und wurde bis zum Oberstleutnant der Reserve befördert. Nach der Kriegsgefangenschaft legte er erneut 1946 sein Abitur ab und studierte Architektur an der Technischen Hochschule Karlsruhe. 1951 wurde er Architekt und schloss mit dem Diplom-Ingenieur ab. Von 1951 bis 1953 arbeitete er in der Bauverwaltung und als freiberuflicher Architekt. Von 1978 bis 1981 war er Mitglied des Beirats der Friedrich-Naumann-Stiftung. Er war auch Vorsitzender des Landesverbandes Rheinland-Pfalz des Bundes Deutscher Architekten.

## Abgeordneter
Jung zog am 17. Mai 1966 für den ausgeschiedenen Abgeordneten Ludwig Hamm in den Deutschen Bundestag ein und blieb bis 1983 Mitglied des Deutschen Bundestages. Hier war er von 1976 bis 1979 stellvertretender Vorsitzender der FDP-Bundestagsfraktion und von 1980 bis 1982 Vorsitzender des Fraktionsarbeitskreises Europa. Jung ist stets über die Landesliste Rheinland-Pfalz in den Bundestag eingezogen. Von 1977 bis 1979 war Jung außerdem Mitglied des Europäischen Parlaments.

## Öffentliche Ämter
Jung war von 1960 bis 1966 Mitglied des Stadtrates in Kandel und des Kreistages. Bis 1966 war er Vorsitzender der FDP-Kreistagsfraktion und von 1963 bis 1972 des Bezirksverbandes Vorderpfalz. Von 1970 bis 1974 war er Mitglied des FDP-Bundesvorstandes und von 1972 bis 1974 Landesvorsitzender der FDP Rheinland-Pfalz.
Er wurde am 15. Dezember 1972 als Parlamentarischer Staatssekretär beim Bundesminister des Innern in die von Bundeskanzler Willy Brandt geführte Bundesregierung berufen. Nach dem Rücktritt von Willy Brandt und der anschließenden Wahl von Helmut Schmidt zum Bundeskanzler wechselte Jung am 16. Mai 1974 in das Bundesministerium für Verkehr und für das Post- und Fernmeldewesen. Nach der Bundestagswahl 1976 schied er am 14. Dezember 1976 aus der Regierung aus.
Nach der Wahl von Helmut Kohl wurde Jung am 4. Oktober 1982 zum Parlamentarischen Staatssekretär beim Bundesminister der Verteidigung ernannt, schied jedoch nach der Bundestagswahl 1983 schon am 29. März 1983 wieder aus dem Amt.
Unterlagen über Jungs berufliche Tätigkeiten befinden sich im Archiv des Liberalismus der Friedrich-Naumann-Stiftung für die Freiheit in Gummersbach. 

## Parteiämter
- 1963–1972: Vorsitzender des FDP-Bezirksverbandes Vorderpfalz
- 1972–1974: FDP-Landesvorsitzender in Rheinland-Pfalz
- 1970–1974: Mitglied des FDP-Bundesvorstandes
- 1976–1979: Stellvertretender Vorsitzender der FDP-Bundestagsfraktion

## Ehrungen
- 1976: Bundesverdienstkreuz 1. Klasse
- 1979: Großes Verdienstkreuz der Bundesrepublik Deutschland
- 1983: Großes Verdienstkreuz mit Stern der Bundesrepublik Deutschland